# Rosen für die Lady
Rosen für die Lady ist ein US-amerikanisches Filmdrama aus dem Jahre 1968. Das Drama ist eine filmische Adaption des gleichnamigen Theaterstücks des Drehbuchautors Frank D. Gilroy.

## Handlung
Timmy Cleary ist ein Veteran des Zweiten Weltkrieges, der nach Kriegsende zurück nach Hause in die Bronx kommt. Er ist enttäuscht, dass seine Eltern Nettie und John in Streit und Unfrieden leben. Timmy, auf den seine Mutter wegen seiner Verdienste im Krieg stolz ist, versucht, seine Eltern wieder zusammenzubringen. Eines Tages besucht er mit seinem Vater das Sommerhaus der Familie. Auf dem Rückweg kauft Timmy einen Strauß Rosen für seine Mutter. Er legt seinem Vater nahe, ihr die Blumen selber zu schenken. Nettie ist wirklich überrascht und begleitet ihren Mann und ihren Sohn zu einem Nachtclubbesuch auf den Broadway. John betrinkt sich, was Nettie abstößt. Sie zerschlägt die Vase mit den Rosen. John erklärt ihr daraufhin, dass die Blumen Timmys Idee waren.
Am nächsten Morgen, einem Sonntag, verlässt John verärgert das Haus, um zur Kirche zu gehen. Er ist verärgert, dass sein Sohn die Sonntagsmesse nicht mehr besuchen will. Timmy, der neutral bleiben will, beschuldigt seine Mutter, dass sie ihn auf ihre Seite ziehen will. Um sich zu sammeln, verlässt Nettie das Haus. Als sie zurückkehrt, findet sie ihren Mann im Streit mit ihrem angetrunkenen Sohn vor.
Timmy erkennt, dass jeder sein eigenes Leben führen muss und verlässt am nächsten Tag das Haus. Auch wenn sie über Timmys Entscheidung traurig sind, akzeptieren seine Eltern seinen Wunsch. Als Timmy es sich doch wieder anders überlegen will, überzeugt ihn John, dass sein Auszug das Beste für ihn sei. Durch Timmys Entschluss finden die Eltern wieder zueinander. Gemeinsam mit ihrem Sohn beginnen sie zu frühstücken.

## Kritiken
Das Lexikon des internationalen Films über den Film: „Ein sorgfältig aufbereitetes, gleichwohl etwas zähflüssig umgesetztes Drama um den tiefen Graben zwischen den Generationen, bemerkenswert vor allem durch die hervorragenden Schauspielerleistungen.“
Roger Ebert von der „Chicago Sun-Times“ kommt zu dem Schluss, dass die Filmadaption mit großer Vorsicht vorgenommen wurde, dennoch im Ergebnis misslang. Zwar sei nichts offensichtlich falsch, aber irgendetwas fehle.
Die Variety lobt die Adaption als hervorragend. Das ergreifende Drama sei ein beeindruckendes Filmdebüt von Grosbard, Gilroy und Produzent Lansbury.
Vincent Canby von der New York Times hingegen hält die Umsetzung des Bühnenstücks für misslungen. Zwar seien Albertson und Sheen gute Darsteller, doch das Tempo ihrer Darstellung würde den Film überfordern.

## Auszeichnungen
1969 gewann Jack Albertson den Oscar in der Kategorie Bester Nebendarsteller. Patricia Neal wurde in der Kategorie Beste Hauptdarstellerin nominiert, zudem belegte sie den 3. Platz bei der Verleihung des Laurel Award. Martin Sheen wurde für den Golden Globe als Bester Nebendarsteller nominiert.

## Hintergrund
Der Film wurde am 13. Oktober 1968 uraufgeführt. In Deutschland wurde er erst am 5. Januar 1992 in einer Fernsehfassung des ZDF ausgestrahlt.
Für das Theaterstück, in dem auch Jack Albertson und Martin Sheen die gleichen Rollen spielten und das ebenfalls Ulu Grosbard inszenierte, wurde Gilroy 1965 mit dem Pulitzer-Preis ausgezeichnet. Albertson gewann für seine Darstellung den Tony Award als Hauptdarsteller in einem Drama, Martin Sheen wurde als Nebendarsteller nominiert. Auch Regisseur Grosbard erhielt eine Nominierung als bester Regisseur. Das Stück selbst, das 832 Mal am Broadway aufgeführt wurde, gewann den Tony Award als bestes Theaterstück.
Das Theaterstück trägt autobiographische Züge seines Autors. Daher wurden Außenaufnahmen in dem Teil der Bronx aufgenommen, in dem Gilroy 18 Jahre lebte, bevor er zur Armee ging.
Die Mitwirkung an diesem Film bedeutete für Patricia Neal ein Comeback nach fast drei Jahren Zwangspause, die sie nach einer schweren Erkrankung einlegen musste.